# Рубанок (геральдика)
Рубанок — своєрідний теслярський інструмент, що є негеральдичною фігурою в геральдиці.
Зображення як геральдична фігура в основному відповідає природному зразку. Можливі всі геральдичні кольори, але перевага віддається металам золоту та сріблу. Поширеність у гербі незначна і часто вказує на ремесло теслярів або столярів. У Швейцарії ця професія також відома як столороб. У мистецтві площина, часто поєднана з лінійкою, також відома великою символікою.
Рубанок можна комбінувати з іншими інструментами, що часто робиться в парагеральдиці та цехових гербах. Положення рубанка в щиті або полі також слід повідомити, якщо ніс або ріг знаходяться не праворуч.

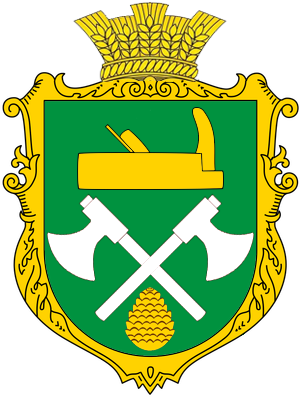
Рубанників
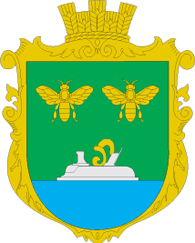
Уїздці (Рівненський район)
Крилатий рубанок у гербі Юрви
Іц, частина міста Тангерхютте
Отвідаберг (комуна)
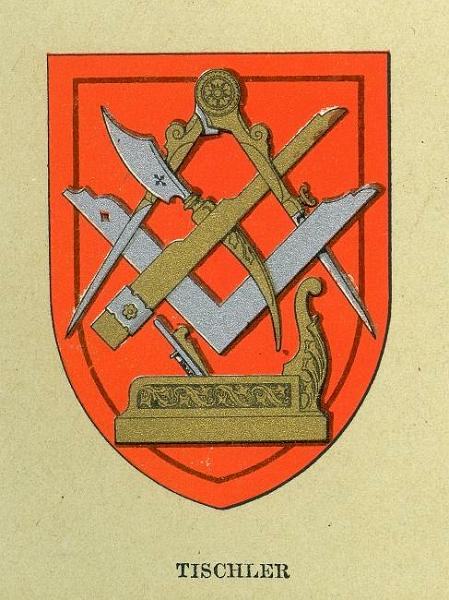
Герб теслярів (герб віденських торгових символів, близько 1900 року)
Герб родини Зігенфус